# Hotspot (Wi-Fi)

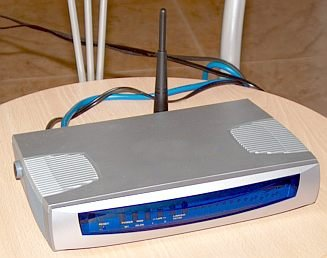
Generador de punts d'accés

Un hotspot (literalment "punt calent" en anglès) és una zona de cobertura Wi-Fi, en el qual un punt d'accés (access point) o diversos proveeixen serveis de xarxa a través d'un proveïdor de serveis d'internet sense fils (WISP). Els hotspots es troben en llocs públics, com aeroports, biblioteques, centres de convencions, cafeteries, hotels, etcètera. Aquest servei permet mantenir-se connectat a Internet en llocs públics. Aquest servei pot brindar-se de manera gratuïta o pagant una suma que depèn del proveïdor.
Els dispositius compatibles amb Wi-Fi i accés sense fils permeten connectar PDAs, ordinadors i telèfons mòbils, entre d'altres.

## Freqüències
Una xarxa Wi-Fi usa una ràdio de freqüència per a comunicar-se entre el dispositiu client i el punt d'accés, usa transmissors de doble banda (o doble sentit) que treballen a 2,4 GHz (802.11b i/o 802.11g) o 5 GHz (802.11a). En general, l'abast de l'antena varia entre 30 i 300 metres de distància entre el punt emissor i el receptor, depenent del tipus d'antenes utilitzades i la potència emesa. Malgrat això, hi ha molts factors que redueixen l'abast efectiu, com les interferències i les condicions físiques de la sala o en cas d'exteriors els elements físics.

## Seguretat
A causa del fet que la comunicació s'estableix mitjançant ones electromagnètiques, la possibilitat de ser crackeats o que una persona estranya s'apoderi de la xarxa, són bastants. No obstant això, existeixen la seguretat del tipus WEP i WPA per a evitar el robatori de dades. Independentment de la seguretat aplicada en l'enllaç sense fils, en un HotSpot públic manca d'importància el fer una connexió xifrada. Si en un HotSpot s'usa una xarxa sense fils xifrada i el codi d'aquesta és conegut, la facilitat per a desxifrar les dades és la mateixa.
En un HotSpot públic s'ha d'aplicar una configuració peer-to-peer en tots els casos en capa 2 i evitar així el multicast o broadcast entre clients. No s'han d'aplicar xifrats a l'enllaç sense fils i s'ha de possibilitar l'ús de VPNs.

## WAP amb funcionalitat hotspot
Alguns models de WAP es poden fer servir com "hotspots" i suporten un nivell d'autenticació mitjançant RADIUS i altres servidors d'autenticació.
Els darrers models fan servir nivells d'encriptació de segona i tercera generació, atès que la primera generació d'encriptació WEP va resultar bastant fàcil de crakejar.
Aquest nous nivells d'encriptació, tant WPA com el WPA2, són considerats segurs si la contrasenya és prou forta o bé si s'utilitza "passphrase" (frase de pas).